# Sophia Abrahão
Sophia Sampaio Abrahão (sinh ngày 22 tháng 5 năm 1991) là nữ diễn viên, người mẫu kiêm ca sĩ người Brasil.
Abrahão lần đầu tham gia diễn xuất vào năm 2007, với vai Felipa trong mùa thứ mười lăm của bộ phim telenovela có tựa đề Malhação. Năm 2011, cô vào vai Alice Albuquerque trong telenovela Rebelde.
Vào năm 2013, Abrahão được mời vào vai Tina trong phim điện ảnh Confissões de Adolescente, đây là lần thứ hai cô vào vai này kể từ năm 2010. Sau đó, cô tham gia trong phim truyền hình Amor à Vida với vai Natasha. Năm 2014, Sophia thủ vai Gaby trong bộ telenovela Alto Astral.
Vào tháng 2 năm 2015, Abrahão trở thành một trong bốn phát ngôn viên cho hãng L'Oreal Paris Brazil. Tháng 10 cùng năm đó, cô cho ra mắt công chúng album đầu tay cùng tên, Sophia Abrahão.

## Sự nghiệp
Sophia Abrahão bắt đầu làm người mẫu từ năm 14 tuổi. Khi 15 tuổi, Sophia chuyển đến sống ở Trung Quốc một mình trong bốn tháng. Sau đó, cô bắt đầu làm việc người mẫu ảnh, diễn tại các sự kiện thời trang ở Nhật Bản, Singapore và Hong Kong. Khi quay trở lại Brasil, cô tiếp tục làm người mẫu, song song với đó, công học diễn xuất và bắt đầu tham gia vào lĩnh vực truyền hình.
Năm 2010, cô tham gia vào sê-ri truyền hình Bicicleta e Melancia. Không lâu sau đó, cô ký hợp đồng với hãng Rede Record, trở thành một trong những nhân vật chính của telenovela Rebelde.